# Ансуорт, Дэвид
Дэ́вид Дже́ральд А́нсуорт (англ. David Gerald Unsworth; род. 16 октября 1973, Чорли, Ланкашир, Англия) — английский футболист и тренер. Выступал на позициях центрального защитника и левого защитника. Наиболее известен по выступлениям за футбольный клуб «Эвертон». Провёл один матч за национальную сборную Англии.

## Клубная карьера
Дэвид Ансуорт — воспитанник клуба «Эвертон». Дебют футболиста в основном составе клуба из Ливерпуля состоялся 25 апреля 1992 года в выездном матче против «Тоттенхэма»: Ансуорт вышел на замену на 72 минуте, а на 83 минуте забил гол, который позволил «Эвертону» свести матч, в котором после первого тайма «ириски» уступали со счётом 0:3, вничью — 3:3. Тем не менее, в сезонах 1991/92-1993/94 редко поподал в состав основной команды: за три сезона на его счету было лишь 13 матчей в чемпионате Англии. Чаще поподать в основу игрок стал после назначения главным тренером «Эвертона» Джо Ройла. Под руководством нового тренера Ансуорт стал регулярно появляться в стартовом составе «Эвертона»: в сезоне 1994/95 он сыграл в 38 матчах Премьер-лиги, а также четырежды вышел на поле в играх Кубка Англии, включая финальный поединок против «Манчестер Юнайтед». В этой игре «Эвертон» сумел победить со счётом 1:0. Этот трофей стал первым для Ансуорта в составе клуба.
Летом 1997 года Ансуорт покинул «Эвертон», проведя за клуб 133 матча во всех турнирах, и перешёл в другой клуб АПЛ — «Вест Хэм Юнайтед». 23 августа он дебютировал за новый клуб в поединке против «Эвертона». В сезоне 1997/98 Ансуорт провёл 41 матч за «молотойбойцев», после чего запросил трансфер в другой клуб: его семье не удалось обосноваться в Лондоне, и Ансуорту хотелось вернуться поближе к Мерсисайду. Тогда футболист был продан в «Астон Виллу» за 3 миллиона фунтов стерлингов, однако менее через месяц за ту же сумму его выкупил воспитавший его «Эвертон».
Второй период футболиста в «Эвертоне» продлился шесть сезонов. За это время он провёл за клуб 215 матчей и, став штатным пенальтистом, забил 29 голов. Летом 2004 года Ансуорту не удалось договориться с «Эвертоном» о длительности нового контракта, что привело к тому, что он покинул клуб в качестве свободного агента.
12 июля 2004 года Ансуорт подписал контракт с новым клубом, которым стал «Портсмут». 14 августа 2004 года провёл первый матч за «Портсмут» и забил свой первый гол за клуб. Однако после отставки главного тренера команды Гарри Реднаппа футболист потерял место в стартовом составе и, проведя за клуб всего 19 матчей, отправился в аренду в выступающий в чемпионшипе футбольный клуб «Ипсвич Таун», где выступал до конца сезона. За «трактористов» провёл 16 матчей и забил один гол — в своём дебютном матче против «Шеффилд Юнайтед».
Именно «Шеффилд Юнайтед» летом 2005 года стал новым клубом Ансуорта: 22 августа 2005 года футболист подписал с «клинками» 3-летний контракт. В сезоне 2005/06 провёл за клуб 34 матча чемпионата и забил четыре гола. Тем самым Ансуорт помог клубу выйти в Премьер-лигу. На уровне выше, однако, Ансуорт игровой практики уже практически не имел: за половину сезона он вышел на поле лишь 5 раз, после чего 5 января 2007 года перебрался в «Уиган Атлетик». Свой первый матч за «Уиган» провёл 13 января против «Челси». 13 мая 2007 года в матче последнего тура АПЛ реализовал пенальти в ворота своего бывшего клуба «Шеффилд Юнайтед», который спас «Уиган» от вылета, а «Шеффилд» отправил в чемпионшип. Летом 2007 года покинул «Уиган» после истечения контракта.
Сезон 2007/08 провёл в чемпионшипе, выступая за «Бернли». В конце сезона главный тренер команды Оуэн Койл передложил Ансуорту продлить контракт и стать играющим тренером, однако футболист это предложение отверг.
В сезоне 2008/09 Ансуорт выступал за «Хаддерсфилд Таун». За «терьеров» сыграл в четырёх матчах, после чего завершил карьеру.

## Карьера в сборной
В составе молодёжной сборной Англии принимал участие в молодёжном чемпионате мира 1993. Забил на турнире гол в матче за третье место в ворота команды Австралии. 3 июня 1995 года провёл свой единственный матч за основную сборную Англии: англичане победили Японию со счётом 3:0 в матче товарищеского турнира Кубок Umbro.

## Карьера тренера
После завершения карьеры футболиста присоединился к клубу «Престон Норт Энд», где стал тренером по развитию. В декабре 2010 года стал исполняющим обязанности главного тренера команды после отставки Даррена Фергюсона. Через год вновь исполнял обязанности главного тренера команды совместно с Грэмом Александером после отставки Фила Брауна. После назначения новым тренером «Престона» Грэма Уэстли покинул клуб.
6 декабря 2012 года вернулся в «Шеффилд Юнайтед», где стал главой Академии. В 2013 году некоторое время был ассистентом исполняющего обязанности главного тренера «Шеффилд Юнайтед» Дэнни Уилсона.
В сентябре 2013 года вернулся в «Эвертон», став ассистентом главного тренера резервной команды Алана Стаббса. В 2014 году стал главным тренером резерва «Эвертона» после того как Стаббс покинул клуб.
В мае 2016 года после отставки Роберто Мартинеса был назначен исполняющим обязанности главного тренера «Эвертона» на заключительный матч АПЛ против «Норвич Сити», который «ириски» выиграли со счётом 3:0. 24 октября 2017 года вновь стал временным тренером «Эвертона» после отставки Рональда Кумана. В должности находился более месяца и за это время руководил командой в восьми матчах, две из которых «Эвертон» выиграл, один раз сыграл вничью и ещё пять проиграл.

## Статистика выступлений

### Клубная
| Выступление      | Выступление      | Выступление      | Лига | Лига | Кубки | Кубки | Еврокубки | Еврокубки | Прочие | Прочие | Итого | Итого |
| Клуб             | Лига             | Сезон            | Игры | Голы | Игры  | Голы  | Игры      | Голы      | Игры   | Голы   | Игры  | Голы  |
| ---------------- | ---------------- | ---------------- | ---- | ---- | ----- | ----- | --------- | --------- | ------ | ------ | ----- | ----- |
| Эвертон          | Первый дивизион  | 1991/92          | 2    | 1    | 0     | 0     | 0         | 0         | 0      | 0      | 2     | 1     |
| Эвертон          | Премьер-лига     | 1992/93          | 3    | 0    | 0     | 0     | 0         | 0         | 0      | 0      | 3     | 0     |
| Эвертон          | Премьер-лига     | 1993/94          | 8    | 0    | 3     | 0     | 0         | 0         | 0      | 0      | 11    | 0     |
| Эвертон          | Премьер-лига     | 1994/95          | 38   | 3    | 7     | 0     | 0         | 0         | 0      | 0      | 45    | 3     |
| Эвертон          | Премьер-лига     | 1995/96          | 31   | 2    | 2     | 0     | 3         | 1         | 0      | 0      | 36    | 3     |
| Эвертон          | Премьер-лига     | 1996/97          | 34   | 5    | 2     | 0     | 0         | 0         | 0      | 0      | 36    | 5     |
| Эвертон          | Итого            | Итого            | 116  | 11   | 14    | 0     | 3         | 1         | 0      | 0      | 133   | 12    |
| Вест Хэм Юнайтед | Премьер-лига     | 1997/98          | 32   | 2    | 9     | 0     | 0         | 0         | 0      | 0      | 41    | 2     |
| Вест Хэм Юнайтед | Итого            | Итого            | 32   | 2    | 9     | 0     | 0         | 0         | 0      | 0      | 41    | 2     |
| Эвертон          | Премьер-лига     | 1998/99          | 34   | 1    | 6     | 1     | 0         | 0         | 0      | 0      | 40    | 2     |
| Эвертон          | Премьер-лига     | 1999/00          | 33   | 6    | 6     | 3     | 0         | 0         | 0      | 0      | 39    | 9     |
| Эвертон          | Премьер-лига     | 2000/01          | 29   | 5    | 3     | 0     | 0         | 0         | 0      | 0      | 32    | 5     |
| Эвертон          | Премьер-лига     | 2001/02          | 33   | 3    | 3     | 1     | 0         | 0         | 0      | 0      | 36    | 4     |
| Эвертон          | Премьер-лига     | 2002/03          | 33   | 6    | 4     | 1     | 0         | 0         | 0      | 0      | 37    | 7     |
| Эвертон          | Премьер-лига     | 2003/04          | 26   | 3    | 5     | 0     | 0         | 0         | 0      | 0      | 31    | 3     |
| Эвертон          | Итого            | Итого            | 188  | 23   | 27    | 6     | 0         | 0         | 0      | 0      | 215   | 29    |
| Портсмут         | Премьер-лига     | 2004/05          | 15   | 2    | 4     | 0     | 0         | 0         | 0      | 0      | 19    | 2     |
| Портсмут         | Итого            | Итого            | 15   | 2    | 4     | 0     | 0         | 0         | 0      | 0      | 19    | 2     |
| → Ипсвич Таун    | Чемпионшип       | 2004/05          | 16   | 1    | 0     | 0     | 0         | 0         | 0      | 0      | 16    | 1     |
| → Ипсвич Таун    | Итого            | Итого            | 16   | 1    | 0     | 0     | 0         | 0         | 0      | 0      | 16    | 1     |
| Шеффилд Юнайтед  | Чемпионшип       | 2005/06          | 34   | 4    | 0     | 0     | 0         | 0         | 0      | 0      | 34    | 4     |
| Шеффилд Юнайтед  | Премьер-лига     | 2006/07          | 5    | 0    | 1     | 0     | 0         | 0         | 0      | 0      | 6     | 0     |
| Шеффилд Юнайтед  | Итого            | Итого            | 39   | 4    | 1     | 0     | 0         | 0         | 0      | 0      | 40    | 4     |
| Уиган Атлетик    | Премьер-лига     | 2006/07          | 10   | 1    | 0     | 0     | 0         | 0         | 0      | 0      | 10    | 1     |
| Уиган Атлетик    | Итого            | Итого            | 10   | 1    | 0     | 0     | 0         | 0         | 0      | 0      | 10    | 1     |
| Бернли           | Чемпионшип       | 2007/08          | 29   | 1    | 2     | 0     | 0         | 0         | 0      | 0      | 31    | 1     |
| Бернли           | Итого            | Итого            | 29   | 1    | 2     | 0     | 0         | 0         | 0      | 0      | 31    | 1     |
| Хаддерсфилд Таун | Лига 1           | 2008/09          | 4    | 0    | 0     | 0     | 0         | 0         | 0      | 0      | 4     | 0     |
| Хаддерсфилд Таун | Итого            | Итого            | 4    | 0    | 0     | 0     | 0         | 0         | 0      | 0      | 4     | 0     |
| Всего за карьеру | Всего за карьеру | Всего за карьеру | 449  | 46   | 57    | 6     | 3         | 1         | 0      | 0      | 509   | 53    |

### Международная
| Сборная          | Сезон            | Товарищеские | Товарищеские | Официальные | Официальные | Итого | Итого |
| Сборная          | Сезон            | Игры         | Голы         | Игры        | Голы        | Игры  | Голы  |
| ---------------- | ---------------- | ------------ | ------------ | ----------- | ----------- | ----- | ----- |
| Англия           |                  |              |              |             |             |       |       |
| 1995             | 1                | 0            | 0            | 0           | 1           | 0     |       |
| Всего за карьеру | Всего за карьеру | 1            | 0            | 0           | 0           | 1     | 0     |

### Матчи за сборную
| № | Дата        | Оппонент | Счёт | Голы | Карточки | Минуты | Соревнование |
| - | ----------- | -------- | ---- | ---- | -------- | ------ | ------------ |
| 1 | 3 июня 1995 | Япония   | 3:0  | —    | —        | 90'    | Кубок Umbro  |

Итого: 1 матч / 0 голов; 1 победа, 0 ничьих, 0 поражений.

### Тренерская
| Престон Норт Энд (и. о.) | Англия | 30 декабря 2010  | 6 января 2011    | 2  | 0  | 0  | 2  | 000,00 |
| Престон Норт Энд (и. о.) | Англия | 14 декабря 2011  | 16 января 2012   | 5  | 2  | 2  | 1  | 040,00 |
| Эвертон (и. о.)          | Англия | 12 мая 2016      | 14 июня 2016     | 1  | 1  | 0  | 0  | 100,00 |
| Эвертон (и. о.)          | Англия | 24 октября 2017  | 29 ноября 2017   | 8  | 2  | 1  | 5  | 025,00 |
| Олдем Атлетик            | Англия | 20 сентября 2022 | 17 сентября 2023 | 51 | 14 | 18 | 19 | 027,45 |
| Итого                    | Итого  | Итого            | Итого            | 67 | 19 | 21 | 27 | 028,36 |

## Достижения

### Командные
«Эвертон»
- Обладатель Кубка Англии: 1994/95
- Обладатель Суперкубка Англии: 1995

«Шеффилд Юнайтед»
- Вице-чемпион Чемпионшипа Футбольной лиги Англии: 2005/06